# Osmylops placidus
Osmylops placidus is een insect uit de familie van de Nymphidae, die tot de orde netvleugeligen (Neuroptera) behoort. 
Osmylops placidus is voor het eerst wetenschappelijk beschreven door Gerstäcker in 1885.